# Лицевичі
Лицевичі (біл. вёска Лыцавічы) — село в складі Вілейського району Мінської області, Білорусь. Село підпорядковане Іжовській сільській раді, розташоване в північній частині області.